# 815
Năm 815 là một năm trong lịch Julius.